# Église de l'Assomption-de-Notre-Dame de Ban-de-Laveline
L'Église de l'Assomption-de-Notre-Dame est un édifice religieux catholique situé à Ban-de-Laveline, dans le département français des Vosges, dans la région Grand Est. Elle est dédiée à la Sainte-Vierge. L'édifice mesure 40 m de haut.
L'église est rattachée à la communauté de paroisses de la Sainte Trinité à Bertrimoutier, dans le diocèse de Saint-Dié.

## Histoire

### Construction et restauration

#### Avant leXVIIIesiècle
Une première église aurait été construite sur les fondations d'un oratoire entre le XIe siècle et le XIIe siècle. En 1504, une seconde église aurait été bâtie sur l'emplacement de la première. Le bâtiment fut restauré en 1694 par l'abbé Husson.

#### Sous l'abbé Florent (1710 - 1730)
En 1710, l'abbé Florent juge comme nécessaire de faire réparer le clocher, dès son arrivée à Laveline. En 1717, l'abbé Florent entreprit la reconstruction complète de l'église. Ces travaux d'un montant de 4 465 livres avaient pour objectif la restauration de la nef, du chœur et de la sacristie. Il modifia également l'orientation générale du bâtiment : à l'origine, l'église était orientée nord-sud. Les travaux ramènent l'édifice à une direction est-ouest.
La réception des travaux eut lieu le 26 juin 1718. Dans la nuit du 29 au 30 août 1725, la foudre s'abat sur le clocher et le détruit en partie. En 1730, on installe une horloge dans le clocher.

#### AuXXesiècle
En 1900, le Conseil municipal juge urgente la reconstruction de l'église. Les travaux comprirent la pose de huit vitraux, la réalisation du chemin de Croix, la construction de deux autels latéraux, la restauration de l'orgue et l'installation de nouveaux bancs. Une souscription destinée à couvrir le montant de divers frais est organisée auprès des paroissiens. 

#### AuXXIesiècle

##### Années 2000
À la suite du tremblement de terre du 22 février 2003, une partie de l'édifice a été endommagée : des travaux de réfection ont été effectués à la suite de cet incident.

##### Années 2020
Le remplacement à neuf du beffroi vétuste par un beffroi traditionnel en bois de chêne totalement désolidarisé de la maçonnerie du clocher a été acté en novembre 2019. Le projet est lancé au printemps 2021 malgré la crise sanitaire après validation par l'architecte de la Fondation du Patrimoine.
Les travaux à réaliser comprennent la construction du nouveau beffroi, la restauration mécanique, l'automatisation des cloches ainsi que la restauration des marches d'accès à l'église. Une souscription publique a été lancée pour financer une partie des travaux.

## Cloches
À la suite de la construction de la seconde église, en 1504, trois cloches furent placées au sein du beffroi du bâtiment en 1506. Elles se nomment Marie-Madeleine, Marie-Jeanne et Jeanne-Marguerite. Elles furent refondues en 1717 lors des travaux entrepris par l'abbé Florent. Cette refonte augmenta considérable leurs poids.
Cette augmentation conséquente du poids du clocher a fragilisé la structure en bois de ce dernier : cela amène au remplacement à neuf du beffroi vétuste par un beffroi traditionnel en bois de chêne totalement désolidarisé de la maçonnerie du clocher en 2021.